# Élections législatives est-allemandes de 1990
Des élections législatives ont lieu en République démocratique allemande (RDA, Allemagne de l'Est) le 18 mars 1990. Il s'agit de renouveler l'ensemble des quatre cents membres de la Chambre du peuple (en allemand : Volkskammer), le parlement monocaméral, au suffrage universel direct. Ce sont les premières élections où les citoyens de la RDA ont le choix entre différents candidats, et les premières de ce type dans l'est de l'Allemagne depuis celles de mars 1933. Elles aboutissent à la dissolution de la RDA et à la réunification de l'Allemagne en octobre. Ce sont donc les dernières élections législatives avant la disparition de l'Allemagne de l'Est.

## Contexte
Il s'agit d'élections anticipées ; le Parlement élu en 1986 avait en principe un mandat de cinq ans. Les manifestations populaires de septembre et octobre 1989 amènent à la démission du gouvernement le 8 novembre. Le lendemain, le mur de Berlin est ouvert : les citoyens est-allemands peuvent voyager librement à l'ouest. Le 13 novembre, le Parlement élit Hans Modrow à la tête du gouvernement. Le gouvernement Modrow introduit les réformes nécessaires à des élections libres, prévues pour mai 1990, puis avancées au mois de mars.

## Système électoral
Précédemment, tous les partis politiques appartenaient à une coalition, le « Front national de la RDA », dirigé par le Parti socialiste unifié (SED). Les autorités attribuent par avance un nombre de sièges à chaque parti, et soumet une liste unique aux électeurs de chaque circonscription. Les citoyens sont invités uniquement à approuver ou rejeter les noms des candidats qui leur sont proposés.
Pour les élections de 1990, les soixante-treize circonscriptions électorales sont réduites à quinze. Chaque parti politique propose aux citoyens une liste de candidats pour chaque circonscription. L'élection se déroule ainsi au scrutin proportionnel plurinominal : les électeurs votent pour la liste du parti de leur choix. Pour la première fois, les différents partis politiques sont donc en concurrence, plutôt que d'appartenir à un front commun. Chaque parti obtient un siège « pour toute tranche de 0,25% des suffrages exprimés en sa faveur » au niveau national, attribués selon les résultats de chaque parti dans chaque circonscription, sans seuil minimal pour être représenté au Parlement.
Le nombre de sièges au Parlement, qui était de cinq cents en 1986, est réduit à quatre cents.

## Partis politiques et campagne électorale
Le Parti socialiste unifié, parti marxiste-léniniste dominant tout au long de l'histoire de la RDA, se transforme en Parti du socialisme démocratique (PDS). Au centre-gauche, le Parti social-démocrate est fondé en octobre 1989, s'inspirant de son équivalent ouest-allemand. 
Quant aux partis du centre droit, ils s'unissent en une « Alliance pour l'Allemagne », dominée par l'Union chrétienne-démocrate (CDU) qu'accompagnent l'Union sociale allemande (DSU) et le Renouveau démocratique. La CDU avait subsisté durant l'ère communiste, mais transformée en parti se réclamant du socialisme chrétien et intégrée au Front national et au gouvernement. Fin 1989, elle redevient un parti chrétien démocrate, hostile au communisme, conformément à la doctrine chrétienne.
Au total, vingt-quatre partis ou alliances présentent des listes de candidats.
La campagne électorale est « marquée par des visites fréquentes de personnalités politiques de la République fédérale d'Allemagne (Allemagne de l'Ouest), accompagnées d'importantes rentrées de fonds pour les partis ». La CDU, en particulier, est soutenue par son parti homologue à l'ouest, et par le chancelier Helmut Kohl. La CDU, dans les deux Allemagne, prône une réunification rapide, à travers une fusion de la RDA dans la RFA. La CDU souhaite par ailleurs la disparition du socialisme et « la mise en place d'une économie de marché ». 
La CSU bavaroise soutient de son côté la DSU un parti frère nouvellement créé par la fusion de douze partis dissidents, qui, bien qu'allié à la CSU, espère se démarquer par l'absence de participation passée au Front National. Il réunit essentiellement des chrétiens démocrates et des conservateurs, mais également des libéraux. Un parti frère fort aurait permis à la démocratie chrétienne bavaroise de ne pas se retrouver seule face à face avec une CDU renforcée par la réunification attendue.
Le Renouveau démocratique (DA), parti chrétien-démocrate est directement issu de la dissidence chrétienne, doit faire face durant la campagne à des accusations contre de son président Wolfgang Schnur (de), ancien collaborateur occasionnel de la Stasi dans sa jeunesse, ce qu'il dément avant de démissionner de sa présidence le 13 mars et d'être exclu du parti le 15. La future chancelière fédérale Angela Merkel en est membre.
Les sociaux-démocrates, favoris des sondages, souhaitent « le maintien de certaines traditions socialistes de la RDA », et « une réunification à pas mesurés pour éviter des problèmes de chômage et de stabilité économique ».
Le PDS, pour sa part, fait campagne pour le « maintien de certaines structures caractéristiques de la RDA, soulignant en particulier la nécessité pour l'État d'assurer une protection sociale intégrale ».
Selon Egon Bahr, ancien ministre social-démocrate et artisan du rapprochement inter-allemand, l'influence de la RFA dans ces élections fut telle qu'il s'agirait des « élections les plus sales [qu'il ait] observées dans [sa] vie. »
| Parti | Parti                                                                                           | Idéologie |
| ----- | ----------------------------------------------------------------------------------------------- | --- |
|       | Union chrétienne-démocrate Christlich Demokratische Union, CDU                                  | démocratie chrétienne,libéralisme économique (économie sociale de marché)                                             |
|       | Union sociale allemande Deutsche Soziale Union, DSU                                             | démocratie chrétienne, national-conservatisme, conservatisme social, , libéral-conservatisme, anti-socialisme radical |
|       | Renouveau démocratique Demokratischer Aufbruch                                                  | démocratie chrétienne, écologie chrétienne                                                                            |
|       | Parti social-démocrate Sozialdemokratische Partei, SPD                                          | social libéralisme, social démocratie                                                                                 |
|       | Parti du socialisme démocratique Partei des Demokratischen Sozialismus, PDS                     | socialisme démocratique                                                                                               |
|       | Fédération des démocrates libres Bund Freier Demokraten, BFD                                    | libéralisme |
|       | Alliance 90                                                                                     | écologie politique, mouvement alternatif                                                                              |
|       | Parti paysan démocratique Demokratische Bauernpartei, DBD                                       | agrarisme |
|       | Parti vert / Association indépendante des femmes Grüne Partei / Unabhängiger Frauenverband, UFV | écologie politique, représentation politique des femmes                                                               |
|       | Parti national-démocrate Nationaldemokratische Partei, NDPD                                     | libéralisme, nationalisme                                                                                             |
|       | Ligue démocratique des femmes d'Allemagne Demokratischer Frauenbund, DFD                        | socialisme démocratique, féminisme, anti-fascisme                                                                     |
|       | Alliance d'action de la gauche unie Aktionsbündnis Vereinigte Linke                             | socialisme démocratique, trotskisme, marxisme, socialisme chrétien                                                    |

## Résultats et suites
Le taux de participation est de 93,38 %. À la surprise générale, la démocratie chrétienne et ses alliés remportent les élections, obtenant 48 % des suffrages et des sièges. Les observateurs attribuent leur victoire au souhait des citoyens de voir une réunification rapide de l'Allemagne et en particulier à la promesse d'un alignement de la valeur du mark est-allemand sur celui de l'ouest. Seuls une douzaine de députés sortants conservent leurs sièges ; le PDS termine troisième, derrière les sociaux-démocrates. Le Parti social-démocrate et la Fédération des démocrates libres (libéraux) acceptent de rejoindre un gouvernement de coalition mené par la CDU. Le nouveau Parlement élit Lothar de Maizière (CDU) au poste de président du Conseil des ministres. Il sera l'unique non-communiste à diriger le gouvernement est-allemand.
Le score faible de la DSU lui fait perdre le soutien de la CSU, il n'y aura donc pas de CSU « ossie ».
Affaibli par la suspicion autour du passé de son président, alors que le vote CDU a une plus grande force symbolique en raison du soutien du chancelier fédéral, DA réunit seulement 0,92 % des suffrages exprimés et obtient à peine 4 élus sur 400. La quasi-totalité de ses membres rejoignent la CDU unifiée.
La réunification procède rapidement ; le Parlement issu de ces élections siège uniquement d'avril à octobre 1990, ayant ratifié le traité d'unification en septembre. La RDA disparaît le 3 octobre. Le 2 décembre ont lieu des élections fédérales à travers toute l'Allemagne.
| Parti | Parti                                            | Voix      | %     | Sièges | Changement par rapport à 1986 |
| ----- | ------------------------------------------------ | --------- | ----- | ------ | ----------------------------- |
|       | Union chrétienne-démocrate                       | 4 710 598 | 40,82 | 163    | +111                          |
|       | Union sociale allemande                          | 727 730   | 6,30  | 25     | n/a                           |
|       | Renouveau démocratique                           | 106 146   | 0,92  | 4      | n/a                           |
|       | total Alliance pour l'Allemagne                  | 5 544 474 | 48,04 | 192    | n/a                           |
|       | Parti social-démocrate                           | 2 525 534 | 21,88 | 88     | n/a                           |
|       | Parti du socialisme démocratique                 | 1 892 381 | 16,40 | 66     | -61                           |
|       | Fédération des démocrates libres                 | 608 935   | 5,28  | 21     | -31                           |
|       | Alliance 90                                      | 336 074   | 2,91  | 12     | n/a                           |
|       | Parti paysan démocratique                        | 251 226   | 2,18  | 9      | -43                           |
|       | Parti vert / Association indépendante des femmes | 226 932   | 1,97  | 8      | n/a                           |
|       | Parti national-démocrate                         | 44 292    | 0,38  | 2      | -50                           |
|       | Ligue démocratique des femmes d'Allemagne        | 38 192    | 0,33  | 1      | -31                           |
|       | Alliance d'action de la gauche unie              | 20 342    | 0,17  | 1      | n/a                           |
|       | autres                                           | 52 773    | 0,45  | 0      | -133                          |